# Aylin Mujica
Aylín Mújica (rođena u Havani, 24. studenog 1974.) je kubanska glumica, model i baletna plesačica.

## Biografija i karijera
Mújica je karijeru započela manekenstvom u dobi od 13. godina. 2006. godine počinje raditi za produkcijsku kuću Telemundo ulogom u seriji Marina, gdje je glumila Lauru i Verónicu Zaldivar. Trebala je nastupiti i u seriji Pecados Ajenos ali je izbačena iz serije prije početka snimanja. Zamijenjena je glumicom Catharine Siachogue. Aylín trenutno glumi Lorenu u seriji Sin Seños no hay Paraiso.
Aylín je vjerojatno najpoznatija po ulozi dviju sestri blizanki - Laure i Verónice, u Marini.

### Osobni život
Aylín je udana za televizijskog producenta Alejandra Gavira, s kojim trenutno živi u Mexico Cityju. Zajedno imaju dvoje djece, dok Aylín ima i sina iz prijašnjeg braka. Aylín je visoka 1,70 m i ima prirodno plavu kosu. 

## Filmografija
- Aurora (2010. – 2011.) - Vanesa Miller
- Niños Ricos, Pobres Padres (2009.) - Verónica Ríos de la Torre
- Sin senos no hay paraiso (2008.) - Lorena Magallanes
- Premios Billboard de la musica latina (2008.)
- Marina (2006.) - Laura/Verónica Zaldivar
- Mi amor secreto (2006.)
- Top Models (2005.)
- Bailando por un millon (2005.)
- La Heredera (2004.)
- Agua y aceite (2002.)
- Lo que callamos las mujeres (2001.)
- Hablame de amor (1999.)
- Yacaranday (1998.)
- Señora (1998.)
- Tempranito (1998.)
- Mi generacion (1997.)
- Cancion de amor (1996.)
- La Duena (1995.)
- Los Complices del infierno (1995.)
- El Jinete de acero (1994.)